# Ligne de tramway 92 (SNCV Groupe de Charleroi)
La ligne 92 est une ancienne ligne du tramway vicinal de Charleroi de la Société nationale des chemins de fer vicinaux (SNCV) qui reliait Charleroi à Thuin entre 1914 et 1983.

## Histoire
La ligne est mise en service en traction électrique le 11 avril 1914 entre Anderlues Jonction et Lobbes Pont du Nord (nouvelle section, capital 155),.
Les points remarquables de son évolution sont : le 17 mai 1930, prolongement de Lobbes Pont du Nord à Thuin Ville Basse et attribution de l'indice 10 ; en 1936, attribution de l'indice 92 ; en 1945, prolongement vers Charleroi Eden sous l'indice 92, service partiel Anderlues - Thuin sous l'indice 91 ; le 21 juin 1982, déviation par le métro léger sur la section Morgnies - Paradis ; le 28 mai 1983, suppression du service 92, maintien du service 91 entre Anderlues Jonction et Thuin Ville Basse.

Tram 92
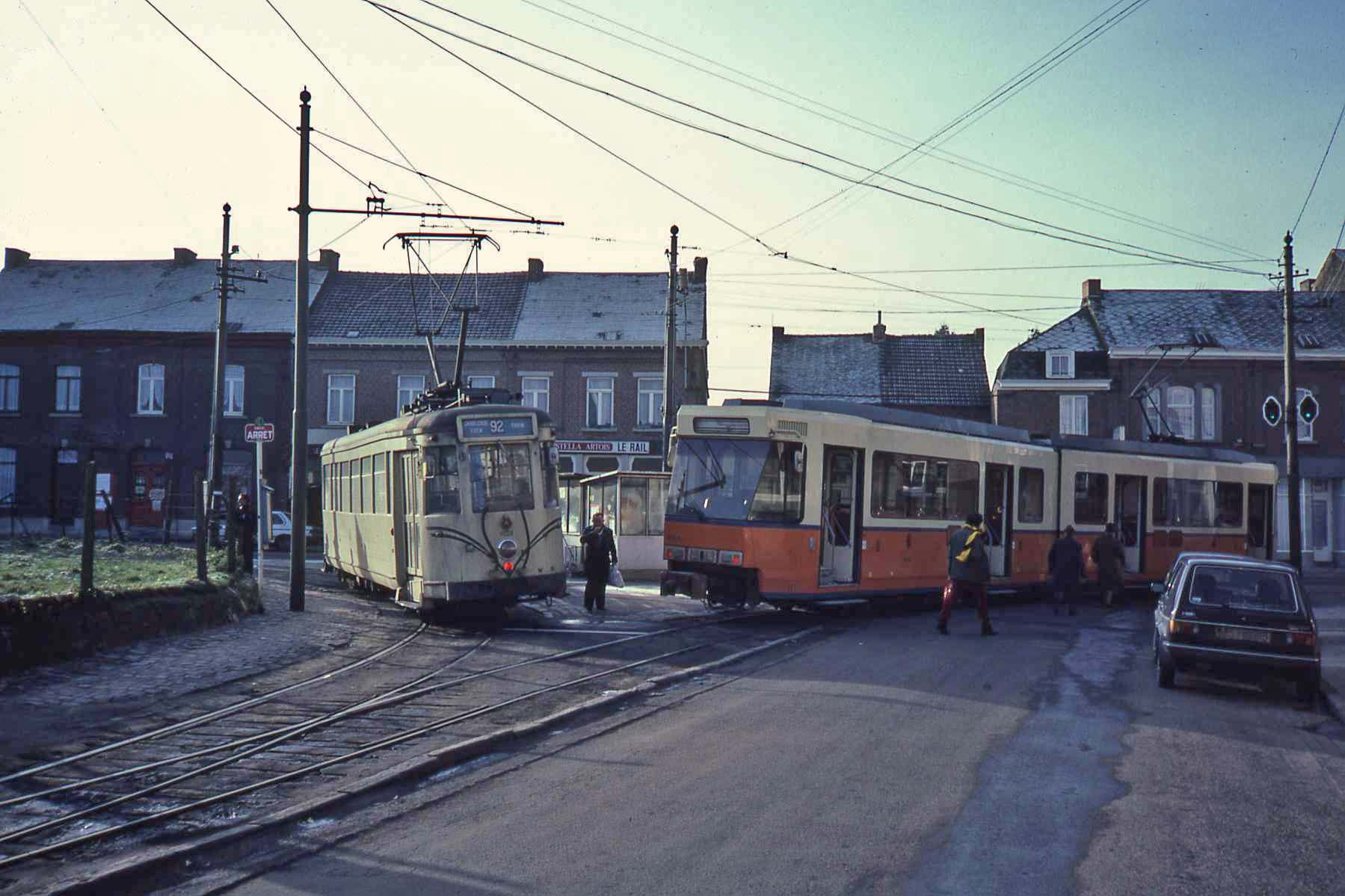
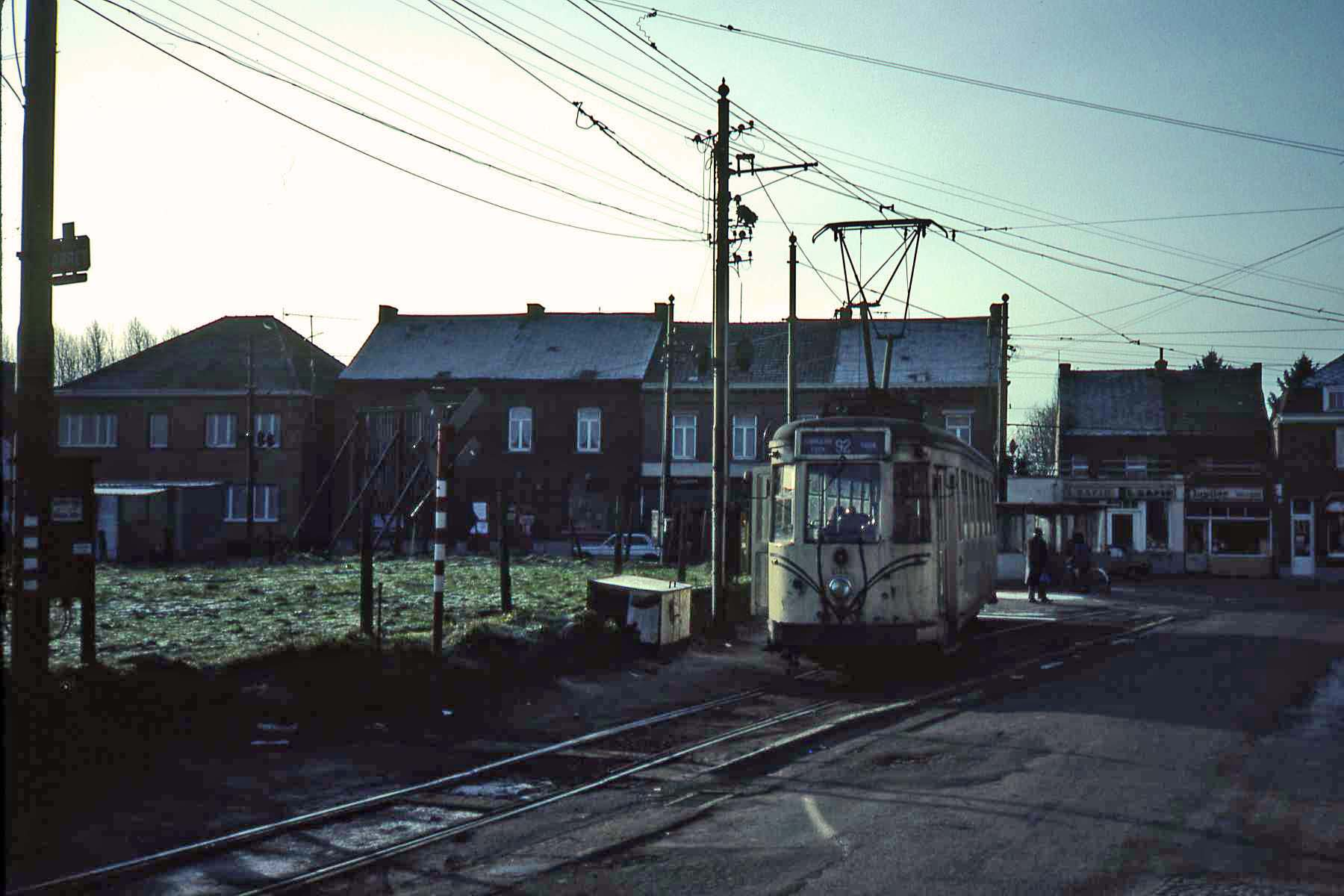

La ligne est supprimée au soir du 31 décembre 1983, elle est remplacée par la ligne d'autobus 191 qui se voit attribuer pour l'occasion l'indice 91. Les photos ci-dessous ont été prises le dernier jour des circulations : sur l'image de gauche, l'automotrice type S au terminus de Thuin Ville Basse avec à ses côtés un autobus Van Hool 409 AI 6 sur la ligne 191 (déjà avec le film 91) qui va remplacer le tramway dès le lendemain ; et sur l'image de droite le départ du dernier tramway.

La ligne 92 le 31 décembre 1983
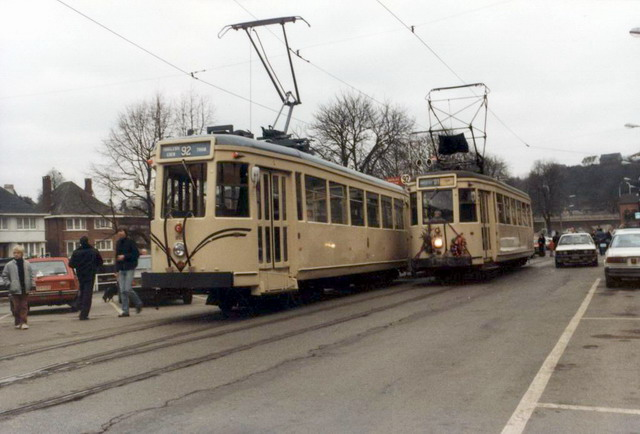

## Infrastructure

### Dépôts et stations
Autres dépôts utilisés par la ligne situés sur le reste du réseau ou des lignes connexes : Anderlues, Charleroi.

## Exploitation

### Horaires
Tableaux :
- 444 (1931) ;
- 888 (1958).